# Cathal mac Áedo
Cathal mac Áedo Flaind Chathrach (m. 627) fue un Rey de Cashel en Munster de los Eoganachta de Glendamnach. Era hijo de Áed Fland Cathrach y nieto de Coirpre Cromm mac Crimthainn (muerto 577) que fuera también rey de Cashel. Asumió el trono a la muerte de Fíngen mac Áedo Duib en 618.
Según el antiguo poema Mór de Munster y la Muerte Violenta de Cuanu mac Ailchine, se casó con la viuda de su predecesor Mór Muman (m. 636) que era hija  de Áed Bennán mac Crimthainn (m. 618) de los Eoganachta Loch Lein de Munster occidental, asegurando su derecho a gobernar en Cashel. Después de rescatar a su hermana Ruithchern de los Uí Liatháin que la habían capturado, ambas hermanas procedieron a lamentar la muerte de Fíngen mac Áedo Duib y la prosperidad de su época, por lo que fueron repudiadas por Cathal.
Mór casó a Ruithcern con Lonán mac Findig, un aliado de Cathal, probablemente de los Éile. No obstante, el rey le exigió un día mostrar respeto al rey del Déisi. Lonán, ofendido por la petición, abandona Cashel llevándose a su mujer con la intención de quedarse con la familia de su esposa -los hijos de Áed Bennán- pero es atacado y herido por Cuanu mac Ailchine de los Fir Maige Féne que secuestra a Ruithchern. Esto lleva a una guerra entre los hijos de Áed Bennán y los hijos de Cathal, que atacan a los súbditos de su enemigo, pero evitando enfrentarse.
Los acontecimientos de esta saga en términos de la contienda entre las ramas de Glendamnach y Loch Lein están reflejada en algunas referencias en los anales a acontecimientos de la siguiente generación. En 644 tuvo lugar la batalla de Cenn Con en Munster entre Máel Dúin mac Áedo Bennán (m. 661), y Aengus Liath (m. 644) de Glendamnach (hermano de Cathal) con muchas bajas y Máel Dúin puesto en fuga. La muerte de Cuanu mac Cailchín se menciona en 644.
Cathal tuvo siete hijos incluyendo a Cathal Cú-cen-máthair mac Cathaíl (m. 665) un rey de Cashel.